# 国民储蓄银行
国家储蓄银行，缩写为BSN，是马来西亚一家国有银行。2018年财政预算案，财政部将通过国民储蓄银行，提供5000万令吉中小型企业贷款给华社商家。

## 历史

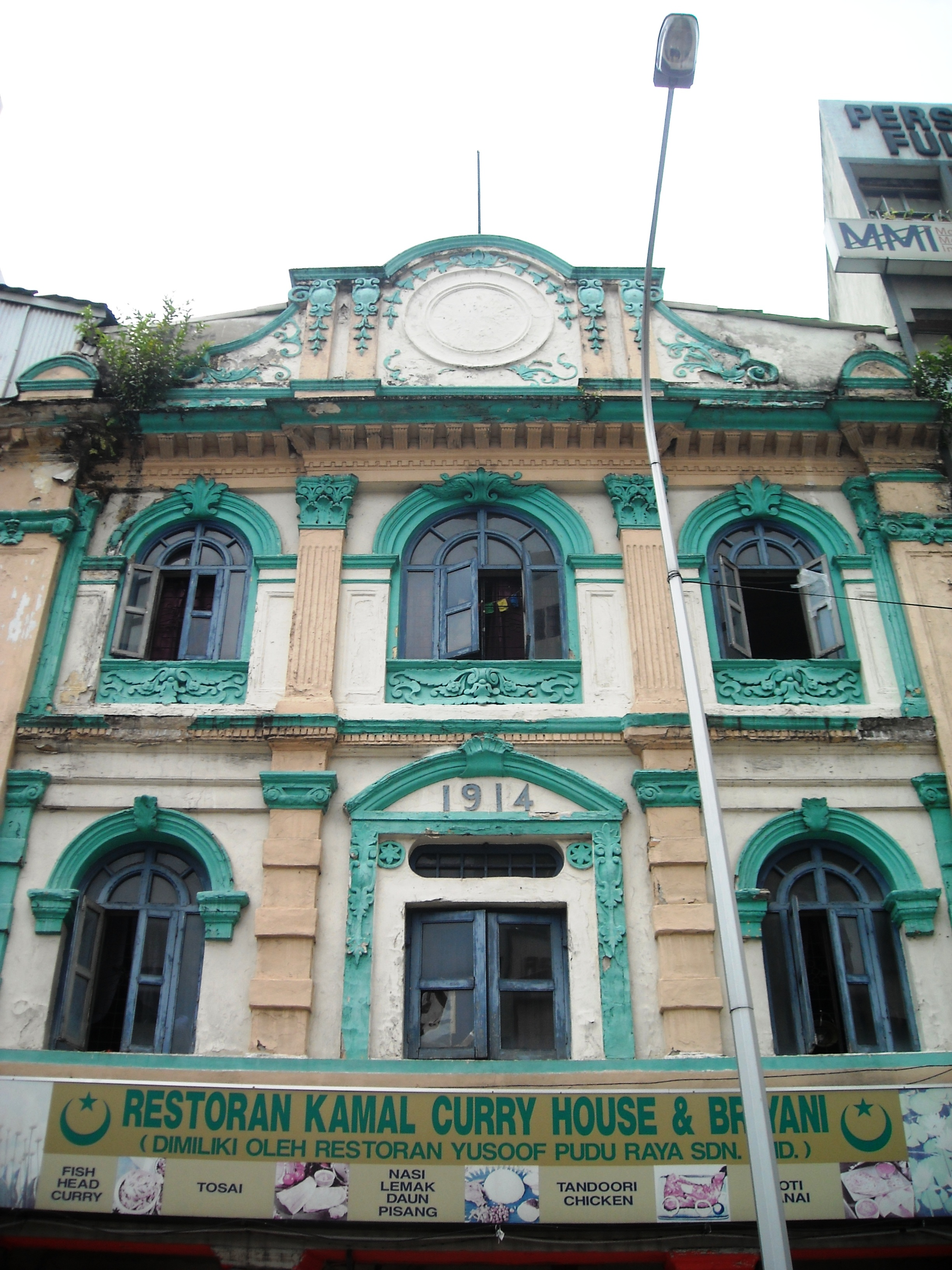
1914年的吉隆坡国民储蓄银行

1974年12月1日，國家儲蓄銀行由當時的財政部長東姑拉沙里成立。成立後，國家儲蓄銀行接管了郵政儲蓄銀行的所有職責。
國家儲蓄銀行的使命是鼓勵馬來西亞人的儲蓄，投資和智慧財務管理以提高他們的生活品質。 國家儲蓄銀行擁有超過5,100名員工，全國382個分行和621個自動櫃員機。國家儲蓄銀行在全國各地擁有超過700萬客戶，存款高達80多億令吉。國家儲蓄銀行不斷加強其服務，擴大產品範圍以便能造福其銀行客戶。國家儲蓄銀行的主要產品包括個人融資，抵押貸款，高級儲蓄證書（SSP），伊斯蘭銀行計劃，Giro儲蓄賬戶，BSN Matrix和Matrix-i轉帳卡以及VISA和萬事達卡信用卡。

## 子公司和聯營公司
該機構擁有參與資產管理，保險和伊斯蘭保險的子公司和聯營公司：
- Permodalan BSN Berhad (單位信託基金管理)
- Prudential BSN Takaful Berhad (伊斯蘭保險)
- Gibraltar BSN Life Berhad (人壽保險)

## 进一步阅读
- Nick Leong. . The Star Online. August 9, 2006  [2006-09-15]. （原始内容存档于2012-06-12）.